# Rhachisaurus brachylepis
Sous-famille
Genre
Espèce
Synonymes
- Anotosaura brachylepis Dixon, 1974

Rhachisaurus brachylepis, unique représentant du genre Rhachisaurus et de la sous-famille Rhachisaurinae, est une espèce de sauriens de la famille des Gymnophthalmidae.

## Répartition
Cette espèce est endémique du Minas Gerais au Brésil.

## Description
C'est un saurien diurne et ovipare. Il est assez petit avec des pattes petites voire atrophiées.

## Publication originale
- Dixon, 1974 : Systematic review of the lizard genus Anotosaura (Teiidae). Herpetologica, vol. 30, p. 13-18.
- Pellegrino, Rodrigues, Yonenaga & Sites 2001 : A molecular perspective on the evolution of microteiid lizards (Squamata, Gymnophthalmidae), and a new classification for the family. Biological Journal of the Linnean Society, vol. 74, no 3, p. 315-338 (texte intégral).